# Korobkovella
Korobkovella es un género de foraminífero bentónico de la subfamilia Victoriellinae, de la familia Victoriellidae, de la superfamilia Planorbulinoidea, del suborden Rotaliina y del orden Rotaliida. Su especie tipo es Truncatulina grosserugosa. Su rango cronoestratigráfico abarca el Luteciense (Eoceno medio).

## Clasificación
Korobkovella incluye a la siguiente especie:
- Korobkovella grosserugosa †